# Eubazus danielssoni
Eubazus danielssoni är en stekelart som beskrevs av Papp 1999. Eubazus danielssoni ingår i släktet Eubazus och familjen bracksteklar. Inga underarter finns listade i Catalogue of Life.